# اونوربات پروجاو
اونوربات پروجاو (به مغولی: Пүрэвжавын Өнөрбат) کشتی‌گیر کشور مغولستان است. از افتخارات این کشتی‌گیر می‌توان به کسب مدال نقره مسابقات قهرمانی کشتی جهان ۲۰۱۵ اشاره کرد.